# Hæge Fagerhus
Hæge Fagerhus Asak (* 19. April 1979 in Oslo, Norwegen) ist eine ehemalige norwegische Handballspielerin.

## Karriere
Fagerhus spielte ab 1998 bei den norwegischen Erstligisten Lunner IL, Nordstrand IF und Fjellhammer IL. Der größte Erfolg in ihrer Heimat war der Pokalgewinn 2002 mit Nordstrand. 2007 wechselte die auf Rechtsaußen spielende Linkshänderin zum deutschen Bundesligisten VfL Oldenburg, mit dem sie 2008 den EHF Challenge Cup und 2009 den DHB-Pokal gewann. Im Sommer 2009 beendete sie ihre Karriere. In der Saison 2009/10 spielte Fagerhus nochmals beim damaligen norwegischen Zweitligisten Rælingen HK. Anschließend pausierte sie aufgrund ihrer Schwangerschaft. Im Februar 2012 nahm sie der norwegische Zweitligist Oppsal IF bis zum Saisonende unter Vertrag.
Fagerhus bestritt für Norwegen 18 Juniorinnen-Länderspiele (50 Tore) und 11 Jugend-Länderspiele (21 Tore). Mit der Jugend-Nationalmannschaft belegte sie 1997 den 2. Platz bei den Europameisterschaften.
Fagerhus trainierte eine Jugendmannschaft beim norwegischen Verein Lillestrøm HK. Ab 2013 gehörte sie dem Trainerteam der 1998er-Auswahlmannschaft beim norwegischen Handballverband an. Später kehrte sie erneut als Jugendtrainerin zum Lillestrøm HK zurück. Seit März 2022 gehört sie dem Vorstand des norwegischen Vereins Romerike Ravens an. Im Jahr 2024 wurde sie zur Vorstandsvorsitzende der Romerike Ravens gewählt.